# Tekst cezarejski
Tekst cezarejski (Θ) – jeden z czterech podstawowych typów tekstu Nowego Testamentu, obok aleksandryjskiego, zachodniego i bizantyńskiego. 
Cechą charakterystyczną tekstu cezarejskiego, która odróżnia go od wszystkich pozostałych tekstów, jest nazwanie Barabasza „Jezusem Barabaszem” w Mt 27,16-17. Mają tak rękopisy Θ, f1, 700 i niektóre syryjskie.

## Świadkowie tekstu
Reprezentantem jego jest Kodeks Koridethi (038 = Θ), Kodeks Waszyngtoński (W = 032), {\displaystyle {\mathfrak {P}}^{42}}, kilka starożytnych papirusów i minuskuły: 28, 70, 565, rodzina Lake’a (f1) i rodzina Ferrara (f13). Tekst tych kodeksów podobny jest do tekstu cytatów Justyna Męczennika. Łączy zarówno cechy tekstu aleksandryjskiego i zachodniego. Podobne związki ma z tekstem bizantyjskim, a to wskazuje na jego pierwotny charakter. Korzystał zeń Orygenes po przybyciu do Cezarei w 231 roku (wcześniej posługiwał się tekstem aleksandryjskim), Euzebiusz i Cyryl Jerozolimski. Istnieje jednak kilka typów tekstu cezarejskiego. Jeden z nich reprezentuje Θ, 70, 565, inny f1 i f13. 
Kodeks minuskułowy 1 wraz z 118, 131, 205, 209, 1582 i 2193 tworzy rodzinę f1. Rodzinę tę przebadał Kirsopp Lake w 1902 roku i dlatego nazywana jest od jego nazwiska. 
Minuskuł 13 wraz z 69, 124, 174, 230, 346, 543, 788, 826, 828, 983, 1689 i 1709 tworzy rodzinę f13. Rodzinę tę przebadali W.H. Ferrar i T.K. Abbott w 1877 roku i dlatego nazywana bywa rodziną Ferrara. Obie rodziny reprezentują tekst cezarejski. 
Chester Beatty I ({\displaystyle {\mathfrak {P}}^{45}}) w Ewangelii Marka reprezentuje tekst podobny do cezarejskiego, określono go jako proto-cezarejski. 
Ważniejsze rękopisy
| Symbol  | Nazwa                | Wiek     | Zawiera           |
| Θ (038) | Kodeks Koridethi     | IX       | Ewangelia Marka   |
| W (032) | Kodeks Waszyngtoński | V        | Mk 5, 31 — 16, 20 |
| p42     | —                    | VII/VIII | fragmenty Łk 1-2  |
| 565     | —                    | IX       | Ewangelie         |
| 28      | —                    | XI       | Ewangelie         |
| 1       | —                    | XII      | NT (bez Ap)       |
| 13      | —                    | XIII     | Ewangelie         |

Inne rękopisy
{\displaystyle {\mathfrak {P}}^{29}}, {\displaystyle {\mathfrak {P}}^{38}}, {\displaystyle {\mathfrak {P}}^{41}}, {\displaystyle {\mathfrak {P}}^{48}}, Kodeks 0177, 0188, Minuskuł 174, 1424 (tylko w Marku), 1071, 1275, 1604, 2437.

## Dzieje tekstu
Przypuszczalnie powstał w Cezarei Palestyńskiej. Cytował go Orygenes. W rękopisach papirusowych znalezionych w Egipcie występuje tekst podobny do cezarejskiego nazwano go proto-cezarejskim. Tekst proto-cezarejski poddany został kilku recenzjom. Pierwszej z nich miał dokonać Orygenes, który po przybyciu do Cezarei porównywał tekst rękopisów z Aleksandrii z tekstem rękopisów z Cezarei. Orygenes odnotował, że zgromadzone w Cezarei rękopisy mają w Mt 27,16-17 „Jezusa Barabasza”, w Aleksandrii natomiast nigdy nie spotkał takiego wariantu tekstowego. Uważał, że Barabasz nie mógł mieć imienia Jezus, bo był złym człowiekiem. Preferował też „Bethabara” zamiast „Betania”, „Gergeza” zamiast „Geraza” bądź „Gedara”. 
Drugiej recenzji dokonał Lucjan Męczennik (zm. 301). Prawdopodobnie nigdy nie było jednego typu tekstu cezarejskiego, wszystkie były rezultatem odrębnych lub kolejnych, recenzji tekstu proto-cezarejskiego. Jeden z tych typów trafił do południowych Włoch (w IV wieku?) i pozostawał tam w użyciu do XI wieku (wyparty przez Wulgatę po przejściu na łacinę). Inny typ reprezentowany jest przez Kodeks Koridethi, jeszcze inny przez Kodeks Waszyngtoński. 
Niektóre ze starożytnych przekładów dokonane zostały w oparciu o tekst cezarejski (starosyryjski, ormiański). 
Tekst cezarejski został odkryty dopiero w 1924 przez Streetera. Zdaniem Streetera trzeci korektor Kodeksu Synajskiego, korektor c, stosował tekst cezarejski. Streeter sądził, że Orygenes do 230 roku, tj. w czasach swego pobytu w Aleksandrii, używał tekstu aleksandryjskiego, natomiast od 231 roku, tj. od chwili zamieszkania w Cezarei, używał tekstu cezarejskiego. T. Ayuso wykazał jednak, że w Egipcie był już tekst proto-cezarejski przed powstaniem tekstu cezarejskiego w Palestynie. Wczesna forma tekstu cezarejskiego jest poświadczona przez: p45, W, f1, 28, późna forma poświadczona jest przez: Θ, 565, 700, Orygenesa, Euzebiusza, przekład ormiański oraz gruziński.
Aland uznał tekst cezarejski tylko za hipotetyczny. Badania, które przeprowadził Hurtado wykazały, że w istocie jest to tekst zachodni z pewną liczbą aleksandryjskich wariantów.

## Znaczenie
Tekst cezarejski jest najsłabiej zbadanym spośród wszystkich podstawowych typów tekstu Nowego Testamentu. Dobrze zbadana została jedynie Ewangelia Marka. Wciąż nie odtworzono tekstu cezarejskiego dla Listów i Apokalipsy. 
W porównaniach z innymi tekstami wypada najkorzystniej (łączy się z tekstem zachodnim przeciwko aleksandryjskiemu oraz z aleksandryjskim przeciwko zachodniemu). 
Nie do końca poznana jest relacja do tekstu bizantyjskiego. Prawdopodobnie zarówno tekst cezarejski, jak i bizantyjski pochodzą z proto-cezarejskiego.